# Пітер Брук
Пітер Брук (повне ім'я — Пітер Стівен Пол Брук; 21 березня 1925, Лондон, Велика Британія — 2 липня 2022, Париж, Франція) — англійський режисер театру та кіно, який жив у Франції з початку 1970-х років. Лавреат нагород «Тоні» та «Еммі», премій Лоуренса Олів'є, Praemium Imperiale, Prix Italia та інших. Володар титулу «нашого найкращого театрального режисера».
Постановник першої англомовної постановки «Марат/Сад» на сцені Королівської шекспірівської компанії (1964), перенесеної на Бродвей у 1965 році, та нагородженої премією «Тоні» за найкращу п'єсу, а Пітера Брука визнано найкращим режисером.

## Життєпис
Пітер — друга дитина подружжя Саймона та Іди (Янсен) Брук, єврейських іммігрантів з Двінська (Латвія). Народився в районі Бедфорд-Парк у Чизіку (Лондон). Родинний будинок знаходився на 27 Fairfax Road, в районі Тернем-Грін. Його старший брат Алексіс став психіатром і психотерапевтом. Двоюрідним братом був Валентин Плучек, радянський та російський режисер, головний режисер Московського театру сатири. Освіту Брук здобував у Вестмінстерській школі, школі Грешема та коледжі Магдалини в Оксфорді. Був звільнений від військової служби під час Другої світової війни через дитячу хворобу.

### Кар'єра
Англія
Свою першу виставу «Доктор Фауст» Марло Брук поставив у 1943 році на сцені лондонського театру «Торч». Далі, 1945 року, в театрі «Шантіклер» відновив п'єсу «Пекельна машина» Кокто. З 1945-го — режисер Бірмінгемського репертуарного театру, у 1947-у їде до Стратфорда-на-Ейвоні у якості асистента режисера вистав «Ромео і Джульєтти» та «Втрачена праця кохання» для Shakespeare Memorial Theatre. У період з 1947 по 1950 роки — директор постановок Королівського оперного театру в Лондоні. На цей час приходяться його власні постановки «Богеми» Пуччіні з використанням декорацій, датованих 1899 роком; та вельми суперечлива постановка «Саломеї» Ріхарда Штрауса (1948) з декораціями Сальвадора Далі у 1949 році. До цього додаються роботи на сцені та кіно у якості режисера та продюсера. Захоплення викликала його рання постановка «Темна сторона місяця» Говарда Річардсона в лондонському театрі «Амбасадорс» (1949). З 1962-го разом із Пітером Холом працює директором Королівської Шекспірівської компанії (RSC), спільно втілюють першу англомовну постановку «Марат/Сад» німецького драматурга Петера Вайса (1964), яку згодом було перенесено на Бродвей у 1965 році (вистава отримала премію «Тоні» в номінації найкраща п'єса, Брук став переможцем номінації найкращий режисер. Наступний спільний проєкт був у 1966 році — п'єсу протесту США проти війни у В'єтнамі.

## Фільмографія
| Рік  | Назва                                                                 | Виступає як | Виступає як | Виступає як | Примітки |
| Рік  | Назва                                                                 | Режисер     | Сценарист   | Продюсер    | Примітки |
| ---- | --------------------------------------------------------------------- | ----------- | ----------- | ----------- | --- |
| 1953 | Опера жебраків (англ. The Beggar's Opera)                             | Так         | Ні          | Ні          | за Джоном Гей Гейєм, із Лоуренсом Олів'є |
| 1960 | 7 днів, 7 ночей (англ. Moderato Cantabile / Seven Days… Seven Nights) | Так         | Ні          | Ні          | за романом Маргеріт Дюрас, із Жанною Моро та Жаном-Полем Бельмондо                                                                                     |
| 1963 | Володар мух (англ. Lord of the Flies)                                 | Так         | Так         | Ні          | за романом Вільяма Ґолдінґа |
| 1967 | Політ Валькірії (англ. Ride of the Valkyrie)                          | Так         | Ні          | Ні          | |
| 1967 | Марат/Сад (англ. Marat/Sade)                                          | Так         | Ні          | Ні          | за п'єсою «Переслідування та вбивство Жана-Поля Марата, представлене акторською трупою лікарні в Шарантоні під керівництвом пана де Сада» Петера Вайса |
| 1968 | Сбреши мені (англ. Tell Me Lies)                                      | Так         | Ні          | Так         | документальний |
| 1971 | Король Лір (англ. King Lear)                                          | Так         | Так         | Ні          | із Полом Скофілдом |
| 1979 | Зустрічі з чудовими людьми (англ. Meetings with Remarkable Men)       | Так         | Так         | Ні          | за однойменною книгою Георгія Гурджиєва |
| 1979 | Міра за міру (англ. Mesure pour mesure)                               | Так         | Ні          | Ні          | |
| 1982 | Вишневый сад (англ. La Cerisaie)                                      | Так         | Ні          | Ні          | |
| 1983 | Трагедія Кармен (англ. La Tragédie de Carmen)                         | Так         | Ні          | Ні          | оператор — Свен Нюквіст |
| 1989 | Махабхарата (англ. The Mahabharata)                                   | Так         | Так         | Ні          | |
| 2002 | Трагедія Гамлета (англ. The Tragedy of Hamlet)                        | Так         | Ні          | Ні          | телевізійний фільм із Адріаном Лестером |
| 2012 | Натягнутий канат (англ. The Tightrope)                                | Ні          | Так         | Ні          | документальний, режисер — Саймон Брук |

## Нагороди та визнання
- 1966 — Премія «Тоні» за кращу режисуру (вистава «Марат/Сад»)[27]
- 1971 — Премія «Тоні» за кращу режисуру (вистава «Сон літньої ночі»)
- 1973 — Freiherr von Stein Foundation Shakespeare Award
- 1975 — Grand Prix Dominique
- 1975 — Brigadier Prize (вистава «Тімон Афінський»)
- 1983 — Премія Лоуренса Олів'є
- 1984 — Премія «Еммі» (фільм «Трагедія Кармен»)
- 1984 — Prix Italia
- Премія «Європа — театру»[en][28]
- 1990 — International Emmy Award (фільм «Махабхарата»)
- 1997 — Премія «Praemium Imperiale»
- 2005 — Премія Дена Девіда[en]
- 2008, 31 серпня — Міжнародна премія Ібсена — Пітер Брук став першим лауреатом премії, яку отримав під час Ібсенівського фестивалю у Норвезькому національному театрі (м. Осло, Норвегія) — NOK 2.5 mill (approximately £200,000)[29][30]
- 2008 — Critics' Circle Award for Distinguished Service to the Arts